# Horner Becken
Das Horner Becken, benannt nach der Stadt Horn, ist ein tektonisches Einbruchsbecken innerhalb des Kristallins der Böhmischen Masse am Ostrand des Waldviertels. Die heutige Oberfläche, die aus tertiären und quartären Ablagerungen besteht, befindet sich etwa hundert Meter tiefer als das umliegende Gebiet. Diese geschützte Lage und die geringe Seehöhe von knapp über 300 Meter verschaffen dieser abgeschlossenen Gegend günstige klimatische Bedingungen. Entwässert wird die Landschaft durch die Taffa, die in den im Randbereich vorbeifließenden Kamp mündet. Mit einem durchschnittlichen Jahresniederschlag von 560 mm zählt das Becken zu den trockensten Gebieten Österreichs.
Durch die guten klimatischen Verhältnisse und die fruchtbaren Böden wurde bereits der Urmensch angelockt, der ab dem Paläolithikum anhand seiner Hinterlassenschaften immer wieder nachweisbar ist. Vor allem das Neolithikum und die Eisenzeit sind durch dichte Besiedlung und bedeutende Siedlungsinventarien bekannt geworden. Im Mittelalter erhielt diese Landschaft den Namen Poigreich, der auch danach noch lange üblich blieb.
Siehe auch: Becken (Geologie)